# Lecueder
Lecueder o Estación Lecueder es una localidad argentina ubicada en el Departamento General Roca de la Provincia de Córdoba.
Se halla sobre la ruta provincial E85, que la comunica al norte con Villa Valeria y al sur con Villa Huidobro. Se formó alrededor de la estación ferrocarril de Lecueder, hoy semi abandonada, en el paraje hasta ese entonces denominado Zorro Colgado.
La zona fue recorrida por Lucio V. Mansilla en su viaje que narraría en Una excursión a los indios ranqueles.

## Población
Cuenta con 72 habitantes (Indec, 2010), lo que representa un marcado incremento del 177% frente a los 26 habitantes (Indec, 2001) del censo anterior.
| Gráfica de evolución demográfica de Lecueder entre 1991 y 2010 |
|                                                                |
| Fuente: Censos nacionales del INDEC                            |